# Reparata
De heilige Reparata (Italiaans: Santa Reparata, Frans: Sainte Réparate) was een christelijke maagd en martelares uit de 3e eeuw.

## Legendes

### Over haar leven
Sint Reparata was afkomstig uit Caesarea in Palestina. Op haar 11e jaar werd zij gearresteerd tijdens de christenvervolgingen van Decius en onderging diverse martelingen. Zij werd in een oven gegooid, maar wist daar ongedeerd uit te komen. Toen zij bleef volharden in haar geloof werd zij onthoofd. Haar geest ontsnapte aan haar lichaam in de vorm van een duif. Haar lichaam werd in een boot gelegd en ‘door de adem van engelen’ geblazen naar de Baie des Anges (de engelenbaai) bij Nice.

### Als patroonheilige
(12e-eeuwse overlevering)
De legers van de Ostrogoten trokken in de 5e eeuw op in Italië, waar zij tal van plunderingen en bloedbaden aanrichtten. Ook Florence werd bedreigd door de naderende legers, maar de inwoners wisten de defensie van hun stad op orde te brengen. Toen de barbaren de stad belegerden, arriveerden ook de Romeinse legers onder commando van Flavius Stilicho, die op 23 augustus 406 de Ostrogoten een grote nederlaag bezorgden en zo de stad Florence redden.
De inwoners van Florence waren ervan overtuigd, dat de overwinning te danken was aan Sint Reparata.

## Verering

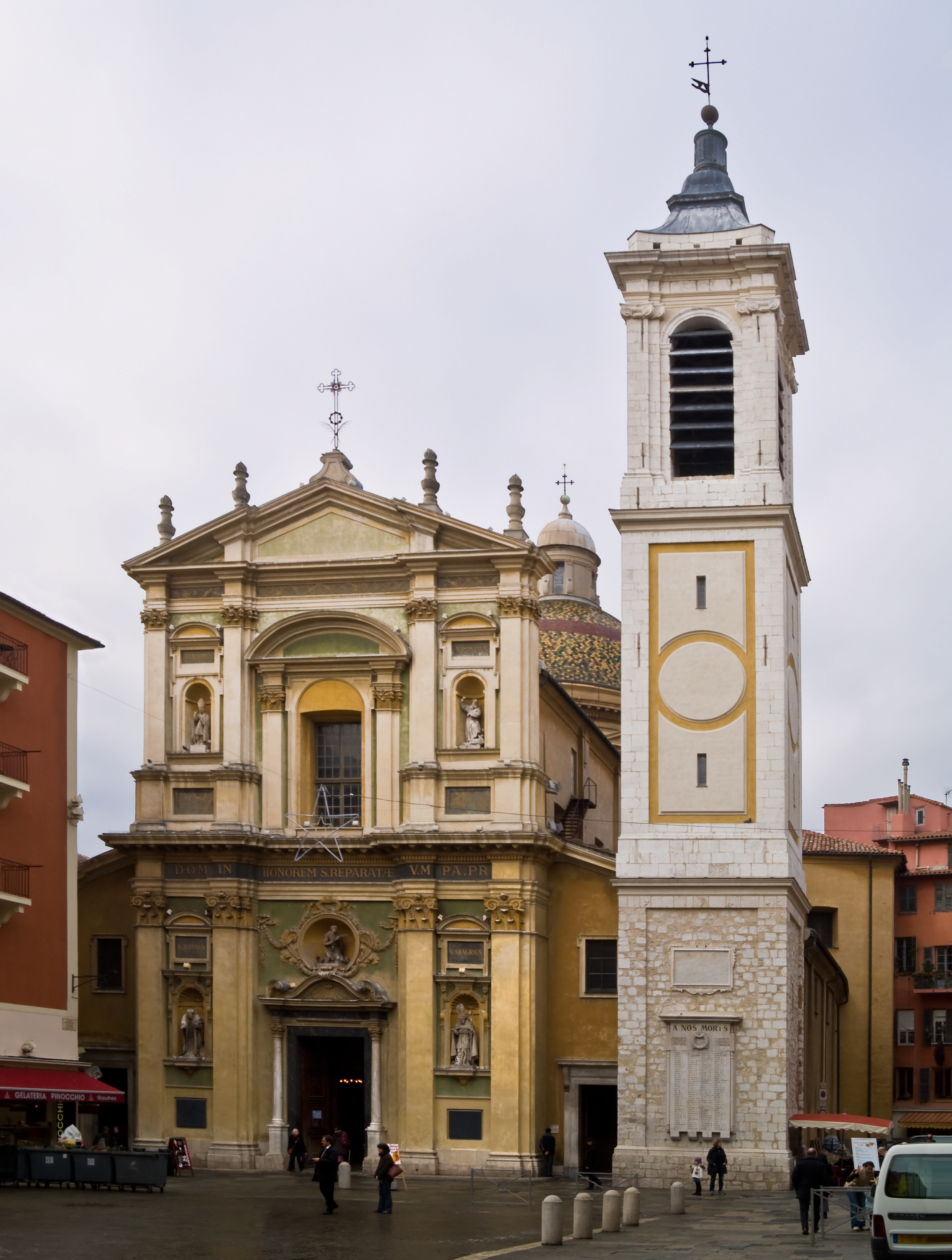
Sainte-Réparate in Nice

De verering van Sint Reparata begon circa de 9e eeuw en verspreidde zich over geheel Europa, maar met name in Italië en Frankrijk. De voormalige kathedraal (waarvan de resten zich nu onder de huidige Dom van Florence bevinden) werd opgedragen aan haar. Zij werd de patroonheilige van Florence, maar moest die titel later delen met Sint Zenobis.
Sint Reparata is ook de patroonheilige van de Franse stad Nice, waar de kathedraal naar haar genoemd werd: Sainte-Réparate.
Haar naamdag, 8 oktober, wordt in Florence nog steeds gevierd met een speciaal evenement. Twintig voetbalspelers, 5 uit ieder kwartier binnen Florence (Santo Spirito, Santa Croce, San Giovanni en Santa Maria Novella) gaan in processie naar de Dom van Florence waar zij de te winnen prijzen laten zegenen. Hierna volgt een race over 7 kilometer, waaruit een individuele winnaar en een kwartierwinnaar naar voren komt.